# ۸۳۰ (قمری)
۸۳۰ (قمری)، هشتصد و سی‌امین سال در گاهشماری هجری قمری است. اول محرم این سال برابر با یازدهم نوامبر سال ۱۴۲۶ میلادی است.

## وابسته
- خواجه علی سیاهپوش